# Rub-Out-Test
Der Rub-Out-Test (dt.: Ausreibprüfung), seltener Rub-Up-Test (dt. Aufreibprüfung), ist eine der am weitesten verbreiteten Prüfungen von Lacken.

## Prinzip
Bei Lacken und Dispersionsfarben entweichen nach der Applikation Lösemittel oder Wasser sowie andere flüchtige Substanzen aus dem noch feuchten Film. Da sich die Zusammensetzung des Lackes somit während der Trocknungsphase beständig ändert, kann eine Flokkulation (Reagglomerierung) der enthaltenen Pigmente auftreten. Ebenso kann eine Entmischung von Pigmenten mit unterschiedlicher Dichte innerhalb der Lackschicht auftreten, etwa Titandioxid und Kupferphthalocyanin. Im schlimmsten Fall bilden sich sechseckige Zellen, die sogenannten Bénardschen Zellen, die durch Strömungen innerhalb der Lackschicht verursacht werden.
Durch Reiben werden zusätzliche Scherkräfte ins System eingebracht. So können die Agglomerate wieder zerteilt (deagglomeriert) bzw. die Entmischung aufgehoben werden. Die geriebene Fläche kann also ein signifikant unterschiedliches Erscheinungsbild (meist farbstärker) aufweisen als die nicht geriebene Fläche.
Je farbstärker / farbschwächer die geriebene Fläche im Vergleich zur ungeriebenen Fläche erscheint, desto stärker ist der Rub-Out-Effekt. Erscheint die geriebene Fläche farbstärker als die ungeriebene Fläche, spricht man von einem positiven Rub-Out-Effekt, erscheint die geriebene Fläche farbschwächer von einem negativen Rub-Out-Effekt. Im Idealfall ist kein Unterschied in Farbstärke und -ton zu erkennen.

## Durchführung
Der Rub-Out-Test existiert in zahlreichen Varianten, da er nie normativ festgelegt wurde, aber dennoch von nahezu jeder Lackfabrik sehr häufig durchgeführt wird. Die einzige Ausnahme bilden reine Pulverlackhersteller, da Pulverlack nur im Ofen flüssig vorliegt.
Allen Varianten gemeinsam ist, dass auf der frisch applizierten Fläche gerieben wird.
Die wichtigsten Variationen des Rub-Out-Tests sind:
- Kreisförmige Reibfläche oder gerade Reibfläche (parallel zu einer Kante des Prüflings)
- Reiben mit dem blanken Finger, mit Laborhandschuhen oder mit einem Pinsel
- Reibdauer bis zu einer bestimmten Grenzviskosität (Ranziehen) oder definierten Prüfdauer
- Visuelle Auswertung oder farbmetrischer Vergleich von Farbton und/oder Farbstärke (bei letzterer kann zusätzlich die sogenannte Rub-Out-Zahl (RBZ) festgelegt werden[6])
- Zusätzlicher Auftrag eines dicken Lackstreifens am Rand des Prüflings zur Unterscheidung von Flokkulation und Entmischung
- Prüfung in Abmischung mit Weiß oder Prüfung im Vollton (nur bei der Prüfung von Pigmenten oder Pigmentpräparationen, erübrigt sich bei der Prüfung von fertigen Farbtönen)
- Festlegung einer Spezifikation: nicht sinnvoll, wird aber dennoch immer wieder versucht
- Prüfung gegen festgelegten (Produkt-)Standard oder ohne Standard als Einzelprüfung
- Prüfung über einem weißen Untergrund, über Glas oder zwischen zwei Glasplatten[7]

## Kritik
Es gibt viele Kritikpunkte zum Rub-Out-Test, dennoch ist diese Prüfung eine der wichtigsten im Lackbereich. Dies liegt vor allem an der schnellen und einfachen Durchführung und dem Mangel an einer genaueren und ebenso einfachen Prüfung. Zudem ist die Aussagekraft für den Zweck der schnellen Lackprüfung ausreichend. Durch die vielen Varianten sind Ergebnisse unterschiedlicher Labore in den seltensten Fällen vergleichbar. Im Einzelnen führen folgende Punkte zu den Differenzen und werden deshalb meist innerhalb einer Firma festgelegt.
Je nach Lacksystem kann das Reiben mit dem blanken Finger auf Dauer ungesund sein. Demgegenüber steht die Tatsache, dass die Viskositätsgrenze mit Laborhandschuhen fast nicht spürbar ist. Bei der (unüblichen) Prüfung mit dem Pinsel sollte die Methode besser standardisiert sein, der Haupteffekt ist jedoch eine aufwendigere Reinigung. In allen Fällen ist das Ergebnis stark vom Prüfer und dessen Tagesform abhängig.
Eine definierte Prüfzeit dient dazu, den Gesamtenergieeintrag während der Prüfung zu standardisieren. Problematisch ist, dass das Aufbrechen der Flokkulate nur dann effektiv ist, wenn es auch durch die fortgeschrittene Trocknung stabilisiert wird. Eine feste Prüfzeit berücksichtigt weder Unterschiede zwischen den Prüfern, noch systembedingt unterschiedliche Trocknungszeiten. Das "Ranziehen" des Lacks wird durch den Finger "geprüft", so gestaltet sich auch hier das prüferunabhängige Finden eines Endpunktes als äußerst schwierig.
Die farbmetrische Auswertung sollte zu einer definierteren Bewertung führen. Hierbei muss beachtet werden, dass die Schichtdicke nahezu immer durch das Reiben verändert wird und somit nicht sichergestellt werden kann, ob der Untergrund unter der geriebenen Fläche nicht sichtbar ist. Selbst bei höherer Schichtdicke der geriebenen Fläche könnte die nicht geriebene Fläche noch eine gewisse Transparenz aufweisen. Somit werden die farbmetrischen Ergebnisse verfälscht. Bei visueller Auswertung kann dieses Problem eher eingegrenzt werden, allerdings ist dann die gesamte Skala willkürlich und prüferabhängig.
Bei der Prüfung zwischen Glasplatten wird das Deckvermögen und nicht die Farbstärkeentwicklung geprüft. Nachteilig ist hier, dass einerseits die Einfachheit der Prüfung verloren geht, andererseits die Universalität. Ob eine Pigmentprobe beim weiteren Reiben transparenter oder deckender wird, hängt im Wesentlichen davon ab, ob die mittlere Teilchengröße oberhalb oder unterhalb der Teilchengröße für maximales Deckvermögen liegt.

## Sonderfälle

### Rub-In
Ursprünglich bezeichnete Rub-Out bzw. Rub-Up nur die Durchführung der Prüfung, also das Ausreiben selbst. Allerdings hat sich der Name auch als Bezeichnung des Ergebnisses eingebürgert. Die Bezeichnung Rub-In bezieht sich also auf den gegenteiligen Effekt.
Die Bezeichnung Rub-In ist irreführend, denn auch hier handelt es sich um einen Rub-Out-Effekt. Zu beobachten ist hier, dass nicht das Buntpigment flokkuliert, sondern das Weißpigment. Folglich wird beim Reiben das Weißpigment deflokkuliert und die geriebene Fläche erscheint farbschwächer als die ungeriebene Fläche. So entsteht der Eindruck, dass das Buntpigment durch Reibung zur Flokkulation gebracht wird, was natürlich nicht der Fall ist.
Der Effekt der Farbstärkeabnahme wird korrekt als negativer Rub-Out-Effekt bezeichnet.

### Verträglichkeitsprüfung
Zur Prüfung der Verträglichkeit von Pigmentpräparationen, die bestimmungsgemäß in verschiedenen Zielsystemen eingesetzt werden können, wird ebenfalls der Rub-Out-Test verwendet. Hierbei wird die Pigmentpräparation in verschiedene, für die Anwendungsgebiete der Präparation repräsentative Lacksysteme eingebracht und jeweils ein Rub-Out-Test durchgeführt. So kann eine Art Fingerabdruck für die Verträglichkeit erstellt werden. Im Idealfall ist die Präparation in jedem System verträglich, weist also keinerlei Unterschiede zwischen geriebener und ungeriebener Fläche auf.